# Enri Daniel Schöner
Enri Daniel Schöner (* 1977) ist ein deutscher Schauspieler.

## Leben
Von 2001 bis 2005 war er an der Schauspielschule Reduta-Berlin.
Schöner ist Dozent für Atem-, Stimm- und Bewegungstechnik. Er leitet verschiedene Theaterkurse und  Workshops in Berlin und Kassel. Er ist Regisseur am Theater am Fluss in Kassel.

## Rollen (Auswahl)
- 2004: Die lange Nacht des 17. Juni, Gedenkstätte Hohenschönhausen
- 2004: Fight City – Vineta, Theaterfestival Lodz
- 2005: Klassenfieber, Saalbau Neukölln
- 2006: Sonderangebot, Potsdamer Rathaus
- 2006: Ach, du Liebeszeit, Saalbau Neukölln
- 2008–2011: Extrakicks, Saalbau Neukölln
- 2009: Straße der Wahrheit – Ulica Prawdy – Das Imperium der Dinge, Sophiensäle Berlin
- 2011–2012: Durch dick und dünn
- 2012: Die Sprachgefangenen, Reduta-Theater Berlin

## Filmografie (Auswahl)
- 2003: Tears of Kali
- 2007: Hände gut – Alles gut
- 2011: Masks